# Ami Shibata
Ami Shibata (柴田 亜美) nascida em 24 de maio de 1967 em Nagasaki, Japão. É uma mangaka (desenhista de mangás). No Brasil, sua obra mais conhecida é Bucky (Jibaku-kun).

## Trabalhos
- Bucky (ジバクくん) 1997 - 1999
- Papuwa (南国少年パプワくん) 1992 - 1994
- Suzumechan (すずめちゃん)
- Mirai Bouken Channeru 5 (未来冒険チャンネル５)
- Jiyuujin Hero (自由人ＨＥＲＯ)
- Blue Dragon Secret Trick